# Stephan I. (Bischof von Rom)
Stephan I., auch der heilige Stephan, († 2. August 257) war vom 12. Mai 254 bis zu seinem Tode Bischof von Rom.

## Leben
Sein Name stammt aus dem Griechischen und bedeutet „der Bekränzte“.

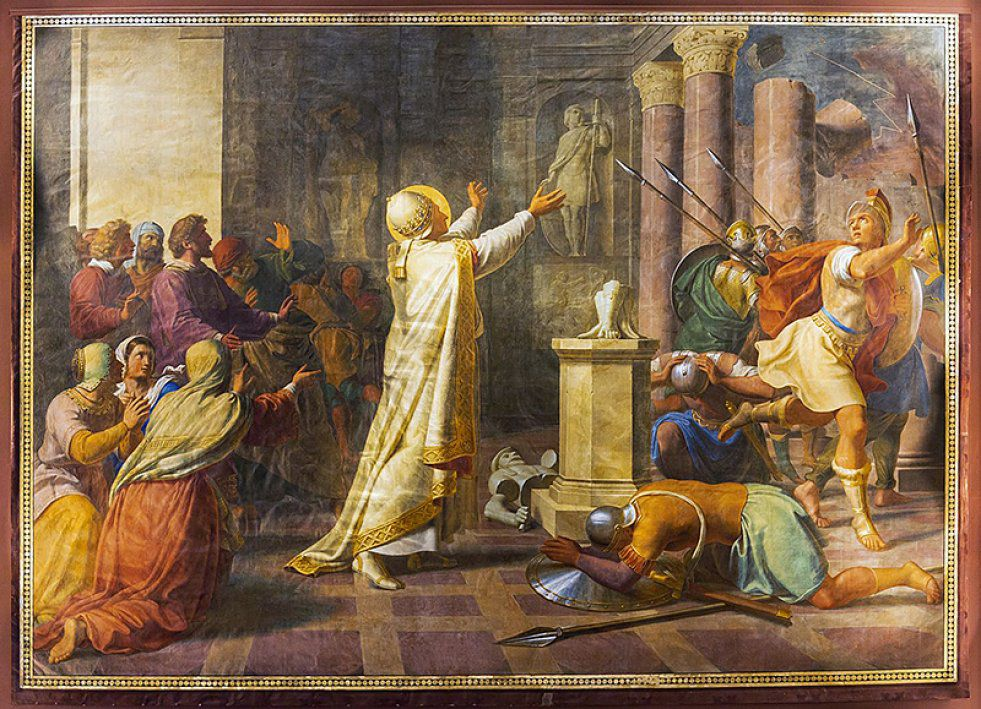
Johann von Schraudolph, Speyerer Dom: Gebet des Hl. Papstes Stephan I.

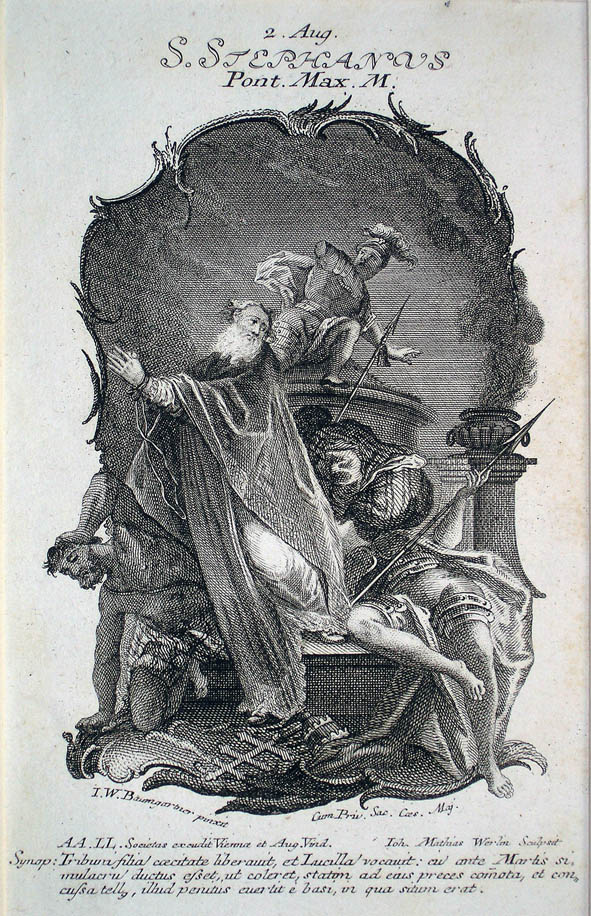
Flucht des heiligen Papstes Stephanus I von dem Altar des Mars, dessen Statue vom Sockel stürzt. Kupferstich von Joh. Mathias Werlin nach I.W. Baumgartner, um 1760.

Die Amtszeit Stephans stellt – zwischen der Verfolgung des Decius und des Valerian – eine relative Friedenszeit für die Kirche dar. Stephan starb vor dem eigentlichen Ausbruch der valerianischen Verfolgung. Dass er den Märtyrertod erlitt, ist eine Legende; im römischen Kalender von 354 wird er nicht im Verzeichnis der Märtyrer genannt, sondern in dem der verstorbenen Bischöfe. 
Stephan überwarf sich im so genannten Ketzertaufstreit mit Cyprian von Karthago und Firmilian von Caesarea in Kappadokien. Im Gegensatz zu diesen, die von einem bereits von einem Häretiker Getauften eine erneute Taufe verlangten, lehnte Stephan die Wiedertaufe ab. Auch Dionysius von Alexandria vertrat hierin diese Haltung. Durch seine unnachgiebige Haltung in dieser Frage riskierte Stephan beinahe einen Bruch mit der Kirche in Afrika und im Osten. Erst nach seinem Tod wurde der Streit von seinem Nachfolger Sixtus II. beigelegt. Langfristig hat sich in der katholischen Kirche jedoch die Position Stephans durchgesetzt.
In der nach der decischen Verfolgung akuten Frage des Umgangs mit Christen, die während der Verfolgung den heidnischen Göttern geopfert hatten (lapsi), nahm Stephan eine vergleichsweise entgegenkommende Haltung ein. So wird er auch als Befürworter der Wiedereinsetzung der Bischöfe von León und Astorga erwähnt, die wegen Unglaubens während der Verfolgungen ausgestoßen wurden, später aber bereuten. Dies brachte Stephan in scharfen Gegensatz zu den Vertretern rigoristischer Positionen, vor allem zu Novatian. Sowohl im Ketzertaufstreit wie auch in der Frage der Bußdisziplin bestand Stephan mit Nachdruck auf dem Vorrang des römischen Bischofs und auf der Vorbildlichkeit der römischen Traditionen. Er war ein mächtiger Verfechter der Unauflöslichkeit der Ehe und Erfinder des Verlobungsringes, der vom zukünftigen Ehemann der zukünftigen Ehefrau zur Bestärkung ihres gegenseitigen Versprechens der Treue geschenkt wurde.

## Legenden
Die Legende von seinem Märtyrertod wird in der Legenda aurea erzählt: Papst Stephanus soll von den Soldaten des römischen Kaisers Valerian gefangen genommen und in den Tempel des Gottes Mars gebracht worden sein. Statt dem Mars zu opfern betete er zu Gott, dass dieser ein Zeichen gegen den heidnischen Glauben der Römer setzen solle. Die Statue des Mars und der Tempel wurden daraufhin von einem Blitz zerstört. Papst Stephanus floh zur Katakombe, in der die heilige Lucia ruhte. Als ihn die Häscher des Kaisers dort fanden, las er gerade die Messe vor dem Altar. Die römischen Soldaten enthaupteten ihn an diesem Ort.

## Verehrung
Sein Gedenktag ist der 2. August. Beigesetzt ist er in der Calixtus-Katakombe, die Reliquie seines Hauptes wird im Dom zu Speyer verehrt.